# سلسلة منافسات دانا وايت (الموسم 1)
تضمن موسم 2017 الافتتاحي من سلسلة منافسات دانا وايت ما مجموعه 8 عروض أسبوعية. كان للمشاهدين اختيار فريق التعليق التقليدي، أو التعليق البديل المقدم من مغني الراب سنوب دوغ وعضو قاعة مشاهير يو إف سي أوريجا فابر. تضمن المعلقون المقاتل النشط آنذاك باول فيلدر الذي سيواصل التعليق على أحداث يو إف سي.

## الأسبوع 8 - أغسطس 29